# Titularbistum Populonia
Populonia ist ein Titularbistum der römisch-katholischen Kirche. Es geht zurück auf einen antiken Bischofssitz in der Stadt Populonia, die sich in der italienischen Region Toskana befindet. Das Bistum Populonia war dem Erzbistum Siena als Suffraganbistum unterstellt.
| Titularbischöfe von Populonia |                                                                     |                                       |                   |                  |
| Nr.                           | Name                                                                | Amt                                   | von               | bis              |
| 1                             | Francesco Marchisano ab 9. Juli 1994 Titularerzbischof pro hac vice | Kurienbischof später Kurienerzbischof | 6. Oktober 1988   | 21. Oktober 2003 |
| 2                             | Anselmo Guido Pecorari Titularerzbischof pro hac vice               | Apostolischer Nuntius                 | 29. November 2003 |                  |